# Кансу III
Кансу III (*23 квітня 1238 — 1 липня 1287) — 11-й володар Паганського царства у 1256—1287 роках. Відомий також як Сітху IV.

## Життєпис
Син Узани та простої наложниці з М'їтти. Народився 1238 року в м. Паган. В дитинстві був відомий як Ман Кхвечі (Принц собачого посліду). В подальшому відомий як Наратхіхапате. У 1256 році після раптової загибелі батька його зведений брат (від старшої дружини) Ман Ян (в китайському варіанті Мін Ін), що вважався спадкоємцем, рушив на столицю, оголосивши себе володарем під ім'ям Тхіхатху. Втім проти останнього виступив впливовий махасман (головний міністр) Язатінгян, який посадив на трон Наратхіхапате, що став відомий під ім'ям Кансу III). Тхіхатху було схоплено й страчено. Переможець прийняв тронне ім'я Шрі Трібхуванадітйапавара Дхаммараджа.
Проте план Язатінгян щодо панування замість молодого і недосвідченого правителя виявився невдалим. Невдовзі Кансу III звільнив того з посади і відправив у заслання. 1258 року володар відновив Язатінгяна на посаді, оскільки не зміг впоратися з повстаннями в Мартабані (південни схід) і Аракані, а також племен шанів на півночі. Перше було придушено у 1259 році, інші у 1260 році. Незабаром після цього Язатінгян помер.
Незважаючи на погіршення питання з фінансами через збереження великої кількості монастирського земельного володіння, що не опадатковувалося, відмовився від політики попередників щодо судової боротьби з буддійськими ченцями, визнавши фактично поразку династії в цій тривалій суперечці. Побудував розкішну пагоду Мінгалазеді, де широко застосовував підневільну працю.
У 1271 році юанський імператор Хубілай відправив до Кансу III послів, які зажадали визнання тим зверхності імперії Юань. Той повинен був з дарами особисто прибути до Ханбалику. Паганський володар ухилився від цього візиту, викликавши обурення правлячих кіл імперії. 1272 року паганські війська завдали поразки гірським племенам, що платили данину Юань. У 1273 році в Паган прибула місія, яка привезла листа Хубілая з нагадуванням про підпорядкування імператору і погрозою війни в разі відмови. М'янманські джерела і китайська династична хроніка «Юань-ши» стверджують, що Кансу III стратив послів. Втім більшість сучасних істориків вважає, що юаньскі посланці загинули в сутичці з гірськими племенами на зворотному шляху.
Ситуація змінилася у 1276 році, коли монголами було знищено державу Південна Сун. авесні 1277 року війська імперії Юань під командуванням Хуту Наср ад-Діна, намісника Юньнані, вдерлися в межі Пагана; в цьому поході взяв участь Марко Поло. Шістдесятитисячна паганська армія зустрілася з 12-тисячною кіннотою монголів і загоном озброєним луками гвардії в битві при Нгазаунджані, де паганська армія зазнала тяжкої поразки. Наприкінці 1277 року монголи зробили новий похід на Паган з Юньнані під приводом допомоги одному з гірських племен. Була захоплена сильна фортеця Каунсін на його північно-східному кордоні, а також місто Бамо. Розграбувавши цей центр караванної торгівлі, монголи незабаром пішли на територію Юньнані через надмірну спеку. Паганське військо відновило владу над усіма раніше втраченими землями.
У 1281 році юаньський імператор знову зажадав данини. Коли Кансу III відмовився, Хубілай наказав зайняти північ Паганського царства. Водночас на початку 1283 року повстали мони на півдні, але полководець Раджасанкрама придушив головний осередок повстання в Танлуїні та захоплення фортецю Тала. У вересні 1283 року монгольські війська знову атакували фортецю Нгазаунджан, яка впала 3 грудня. Через 6 днів ворог зайняв Каунсін, а 5 лютого 1284 року — Тагаунг, що забезпечило ворогові шлях до центру держави. Їм допомагали вождівшанів, що змогли зайняти частину корінної областібірманців — Чаусхе. Але знову через спеку монголи відступили, внаслідок чого паганське військо 10 травня повернуло Тагаунг. Наприкінці 1284 року війна поновилася. В лютому 1285 року монголи зайняли Ханлін, південніше Тагаунга. Невдовзі монголи перетворили захоплену північну частину царства на провінцію Чженміан.
За цих обставин Кансу III втік на південь, що підірвало його авторитет. Хоча три його сини були намісниками (сукрі) в ключових містах — Патейн, Дала і П'ї, він не міг заручитися їхньою підтримкою. Він оселився в Глегії, на захід від П'ї. Водночас на південному сході почалися повстання з центрами в Пегу (на чолі із Тараб'я) і Мартабані (під орудою Вареру). Тому паганський володар вирішив повернутися до м. Паган, навіть якщо це означало укладення миру з монголами. У грудні 1285 року він послав махасман Ананда П'їссі для перемовин. 3 березня 1286 року було досягнуто попередньої угоди, з аякою центральна частина царства тепер буде організована як субпровінція Мяньчжун, а Кансу III зобов'язався відправити офіційне посольство до юанського імператора. У червні тогож року відправив до двору Хубілая посольство на чолі з Шін Дітою Памауком, очільником буддійської сангхи. У січні 1287 року посольство прибуло до Ханбалику, де офіційно визнала зверхність імперії Юань і погодилася платити щорічну данину у натуральному вигляді, північ залишилася під безпосередньою владою монголів.
Отримавши результати угоди, Кансу III  вирішив повернутися до Пагану, але на шляху його захопив син Тхіхатху, намісник П'ї, і змусив Кансу III проковтнути отруту. В результаті почалася боротьба за владу. Цим скористалися монголи на чолі із Єсу Тимуром (онуком Хубілая). Їм вдалося взяти столицю країни і окупувати територію до П'ї. Місто Паган з його храмами та монастирями, пагодами і палацами було зруйновано і сплюндровано. Держава фактично розпалася на декілька. В самому Пагані 1289 року закріпився один з синів Кансу III — Чавсва.